# Туринговий автомобіль

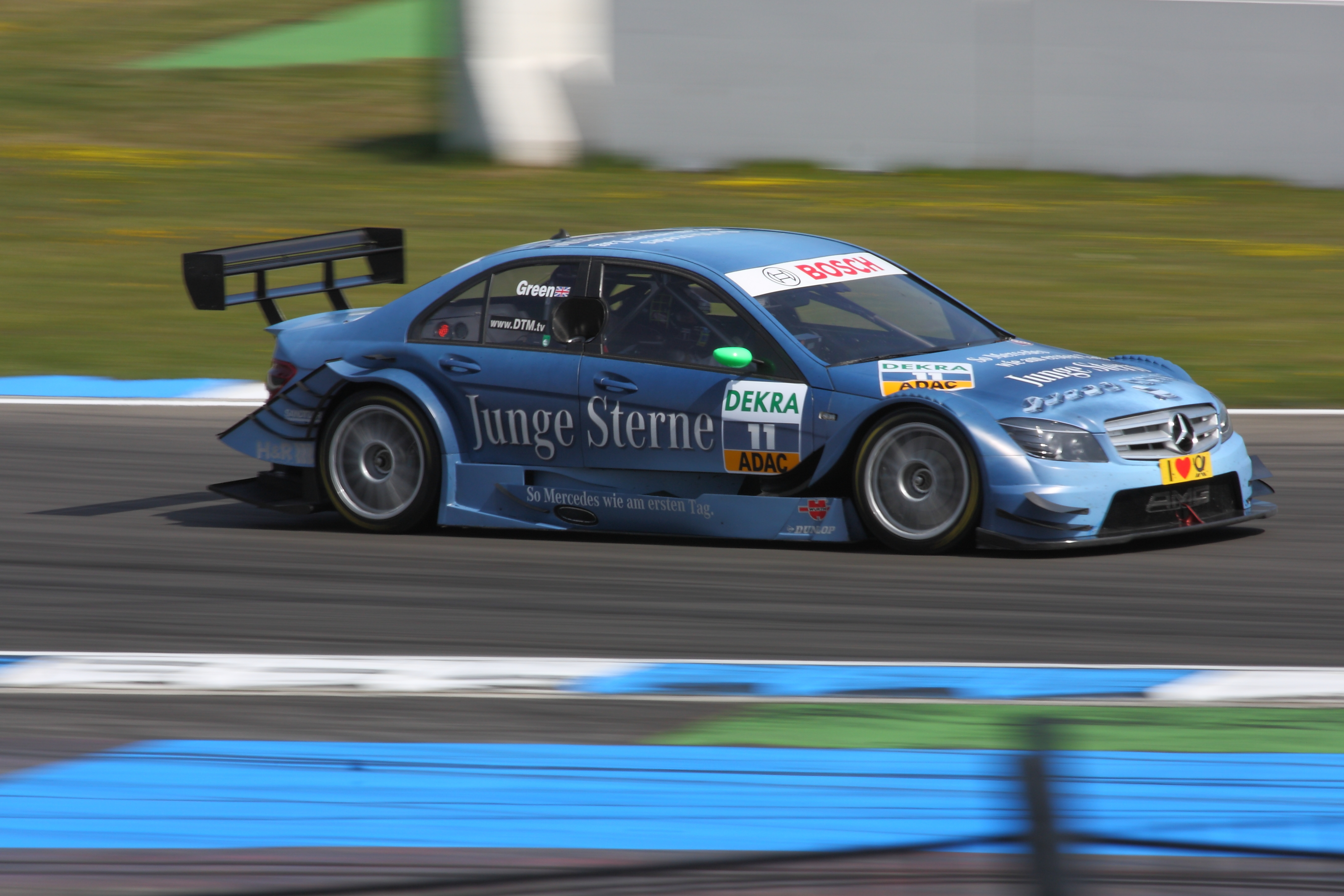
Турінґовий автомобіль DTM Mercedes-Benz W204 2010

Туринговий автомобіль (англ. touring car, від touring — «подорожування») — це дорожній автомобіль масового виробництва, що пристосований для потреб автоспорту.

## Чемпіонати турингових автомобілів
Великі національні і міжнародні чемпіонати:
- WTCC — World Touring Car Championship: чемпіонат світу був заснований в 2005 році, це колишній ETCC.
- STCC — Swedish Touring Car Championship: шведський чемпіонат, був заснований в його нинішньому вигляді в 1996 році.
- BTCC — British Touring Car Championship: британський чемпіонат, протягом дев'яностих років основний національний чемпіонат з водіями і автомобільними брендами з усього світу.
- DTC — Danish Touring Car Championship: данський чемпіонат.
- DTM — Deutsche Tourenwagen Masters: німецький чемпіонат проводиться з 2000 року.
- V8 Supercar — австралійський перегоновий чемпіонат, в якому беруть участь виключно Ford Falcon і Holden Commodore з потужними двигунами V8.
- RTCC — Russian Touring Car Championship: російський чемпіонат проводиться з 2004 року.